# Мальчик из Сталинграда (повесть)
«Ма́льчик из Сталингра́да» (кирг. «Сталинграддык бала»)  — повесть Фёдора Самохина, выпущенная в 1954 году «Сталинградским книжным издательством». Повествует о встрече в Киргизии и Казахстане эвакуированного населения из западных областей страны во время Великой Отечественной войны, и посвящена теме дружбы народов. Была включена в список «идейно порочных» произведений и подвергнута жёсткой критике. Является первой книгой писателя.

## Сюжет

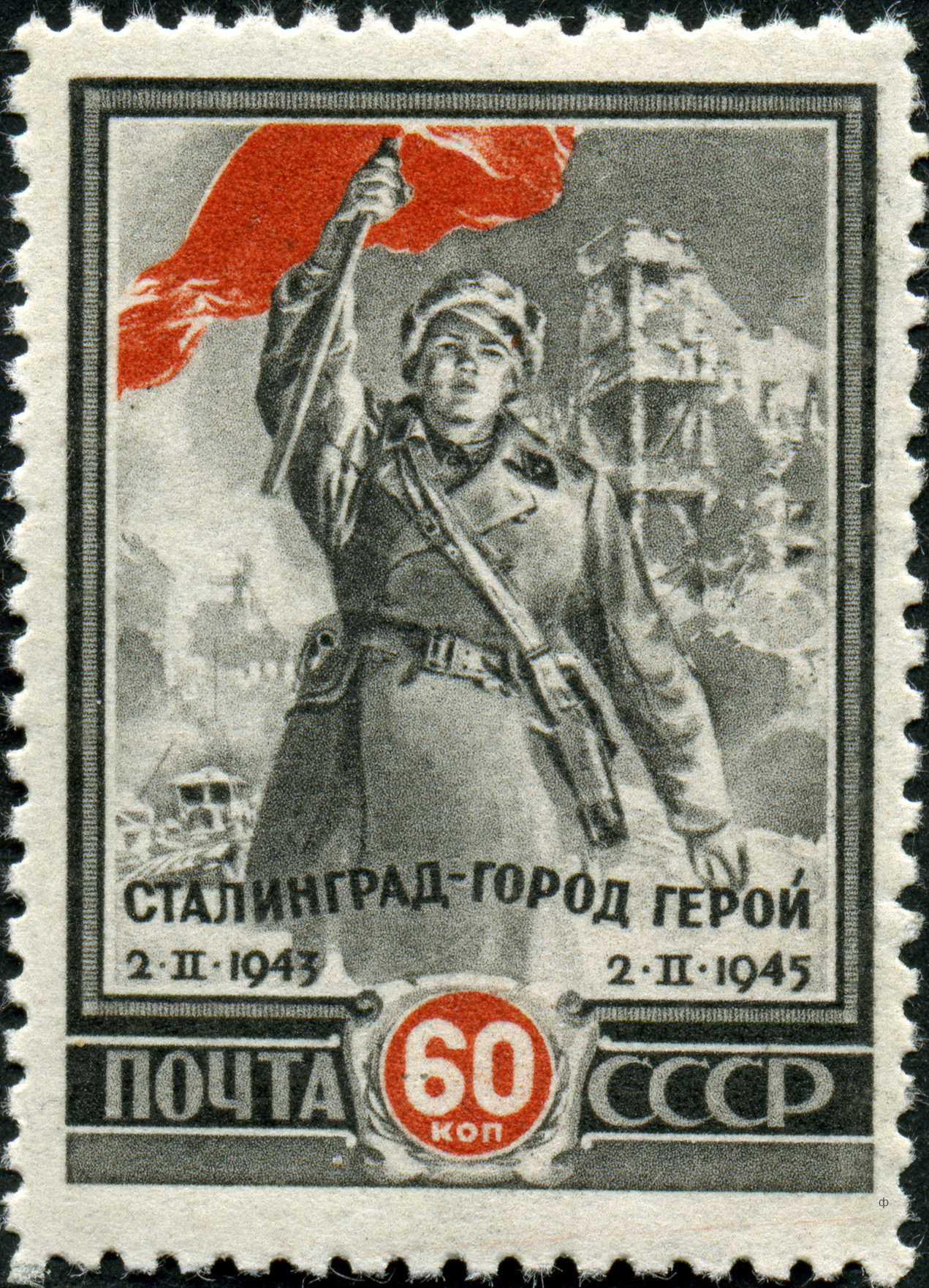
Почтовая марка СССР, 1945 год

Действие происходит в 1942 году, в начале Сталинградской битвы. Гриша Орлов вместе с матерью эвакуировался из Сталинграда в Киргизию (в республике уже тогда жил и работал старший брат Гриши Николай); покидая свой дом у балки Мечётки, он видел в небе под Сталинградом «сотни фашистских самолётов», которые «носились, словно стаи огромных шмелей». Кругом «земля и небо содрогались от гула, рушились дома, и в воздухе, закрывая солнце, тяжёлой серой тучей стояли дым и пыль». Гриша с матерью через Волгу едва переправились — «фашистские самолёты сбрасывали бомбы на пароходы и баркасы». Затем они оказались за Уральском, где «поезда шли строго по расписанию». В дороге мать заболела и вскоре скончалась, отец погиб на фронте. Приютившая Гришу женщина перерыла все документы матери в поиске упоминания о том, где искать Николая, но не найдя его, отдала мальчика в детский дом. Там его встретила воспитательница Мариям и познакомила его с другими ребятами; вместе с ними Гриша принимал участие в разных мероприятиях — помогал колхозникам в сборе сахарной свёклы, ходил на прополку картофельного поля. Собираясь на очередное задание, Гришу позвали в канцелярию детского дома, где сообщили, что его хочет приютить к себе Саткын Асанова. С этого момента Гриша начал знакомство с культурой и народом Киргизии; жил в юрте, пил чаи с молоком и ел лепёшки, помогал старику Ибраимкулу культивировать почву, впервые в жизни очутился верхом на лошади, вместе с пионерами из Энбекской школы собирал лекарственные травы для фронта.
Спустя время, Гриша вызвался помочь Ибраимкулу привезти ножи для обрезки свёклы и поскакал на лошади по кличке Беркутка в аил. Однако, лошадь напугали дети из детского дома, и та понеслась в сторону от дороги и сломала ногу. Мальчик вернулся к старику, и тот отчитал мальчика: «Ты что ж это наделал? — осторожно трогая ногу лошади, разгневанно сказал старик. — Как ты смотрел?». Гриша стал объяснять случившееся, на что Ибраимкул ответил ему: «Врёшь ты! Мне, старику, врёшь!». После ссоры со стариком, Гриша сбежал из аила обратно в детский дом — но после признания ребят в содеянном, Гриша вернулся обратно к Саткын и помирился с Ибраимкулом. Настало начало учебного года и Гриша поступил в местную школу в четвёртый класс. Спустя время, утром в комнату Гриши вошёл его старший брат Николай. Прошло несколько лет; окончив десятилетку, Гриша уехал учиться в Сталинградский механический институт, а Николай работает комбайнёром в совхозе «Отрадное».

## Главные герои
- Гриша Орлов — 1931 года рождения, эвакуировался на поезде с матерью из Сталинграда в Среднюю Азию. В дороге часть вагонов отцепили, и Гриша с матерью пересели в вагон, идущий в Советскую Киргизию. В дороге его мать заболела — на станции Беловодск «она была уже так плоха», что её сняли с поезда и положили в больницу; в то время мальчик жил у «какой-то незнакомой доброй женщины-повара», работавшей в больнице. Спустя несколько дней мать скончалась[10].
- Мариям — воспитательница в детском доме, у неё «смуглый гладкий лоб, немного уставшие глаза, чуть-чуть прикрытые ресницами», её «чёрные волосы заплетены в толстые косы и венком уложены вокруг головы»[11].
- Ахтан — друг Гриши, у него волосы цвета «спелой пшеницы», сам он «худенький, шея у него тонкая, и от этого воротничок чёрной рубашки свободно болтается»[12].
- Токен — второй друг Гриши, кареглазый, с живым, смуглым и скуластым лицом. Оно также у него было суровым и решительным; «словно ему было не двенадцать лет, а все двадцать». Носил чёрную рубашку со стоячим воротником и брюки, загорелый до черноты. Несмотря на жаркую погоду, ходил в ботинках. Мечтает попасть на фронт: «А на фронте я побываю. Попаду на передовую, фашистов бить буду». На предложение Гриши вместе жить в Сталинграде вместо фронта, Токен отказался: «А что тогда там делать?», «Жить можно в любом городе». Обещал Грише найти брата: «А брата найдём. Обязательно найдём. Завтра скажем Мариям и пойдём в райисполком, розыскную во все края разошлют»[13].
- Саткын Асанова — приютившая Гришу молодая женщина из колхоза «Энбек», звеньевая по выращиванию сахарной свёклы, впоследствии получила звание Героя Социалистического Труда. Была вдовой: «Летом у Саткын погиб на фронте муж»[14].
- Ибраимкул — старик и колхозник, был в «стёганом пальто и в белой войлочной шляпе». В молодости выщипывал волоски с бороды и усов: «бедному киргизу не полагалось иметь такую роскошь — ведь нужно было покупать бритву или острый нож, чтобы побриться», а денег у него тогда не было. У Ибраимкула была тяжёлая молодость: «Днём и ночью ходил он за байской отарой, а питался сухими лепёшками и водой»[15]. В конце повести был одет в длинное чёрное пальто и «походил на сказителя прекрасных легенд седого Тянь-Шаня»[16].
- Николай Орлов — старший брат Гриши, работал комбайнёром в совхозе, после ранения под Ростовом жил и работал в Киргизии. Брата Гриша «помнил очень мало». По воспоминаниям Гриши, в мирное время вместе с Николаем, отцом и матерью они ходили в воскресенье к Волге: «Взяв лодку, они ехали на Зелёный остров и отдыхали там весь день»[17]. В день встречи с Гришей он был большим и широкоплечим, одет в серую солдатскую шинель, с чёрной повязкой на левом глазу, «стоял, широко расставив ноги, и улыбался», он, как и мать, тихо улыбался, словно стыдился своей улыбки. Мальчик заметил у него «немного раздвоенный подбородок, точь-в-точь как у мамы, широкие русые брови»[18].

## История публикации и критика
Повествует о встрече в Киргизии и Казахстане эвакуированного населения из западных областей страны во время Великой Отечественной войны, и посвящена теме дружбы народов. В 1950 году Ф. И. Самохин получил за неё Премию I степени литературного конкурса, организованного ЦК ЛКСМ и Союзом писателей Киргизии. В 1951 году она была опубликована в 12-й книге альманаха «Киргизстан» (ныне журнал «Литературный Кыргызстан»). Однако спустя два года, повесть была включена в список «идейно порочных» произведений и подвергнута жёсткой критике. На писателя обрушилась жёсткая критика в республиканских газетах, назвав это произведение не только художественно-неполноценными, но и «идейно порочным». На совещании, созванном Союзом писателей Киргизии, ЦК ЛКСМ Киргизии и Министерством просвещения республики, Фёдор Самохин признал «допущенные ошибки» и обещал «переделать повесть и в дальнейшем не повторять ошибок». Докладчик Токтоболот Абдумомунов на совещании заявил, что эту книгу нельзя считать «удовлетворительной» и в смысле художественной полноценности: «Большинство авторов продолжает писать беспредметные, аполитичные и незаконченные произведения». Ситуация с критикой повести была освещена в американском журнале «The Current Digest of the Soviet Press» от Американской ассоциации развития славистики (AAASS). В 1968 году, поэт Николай Имшенецкий отметил, что повесть была «тепло встречена юными читателями», и что он ждёт продолжение темы книги в других произведениях писателя.

## Отдельные издания и публикации в сборниках
Отдельные издания
- Самохин Ф. Мальчик из Сталинграда : Повесть / Под ред. В. А. Кимберг; Ил. В. М. Алексеева. — Сталинград: Сталинградское книжное издательство, 1954. — 82 с. — 15 000 экз.

Публикации в сборниках
- Самохин Ф. Мальчик из Сталинграда (повесть) // Киргизстан : альманах. — 1951. — № 12. — С. 50—78.
- Самохин Ф. Повести и рассказы / Под ред. Р. В. Горбачёвой; Худож. Г. Куценко; Рецензент: А. С. Кацев. — Фрунзе: Кыргызстан, 1988. — 200 с. — 12 000 экз. — ISBN 5-655-00113-6.